# Залищук, Светлана Петровна
Светла́на Петро́вна Залищу́к (укр. Світлана Петрівна Заліщук; родилась — 24 октября 1982 в городе Жашков, Черкасская область, УССР, СССР) — Украинская общественная деятельница и журналистка. Народный депутат Украины VIII созыва, бывшая сопредседательница, С 19 ноября 2016 г. — член Политического совета партии «ДемАльянс».
Штатный советник премьер-министра Алексея Гончарука по вопросам внешней политики.

## Биография
В 2006 году окончила Институт журналистики Киевского национального университета имени Тараса Шевченко по специальности журналист, получив диплом магистра с отличием.
В 2008 году стала стипендиатом Программы Джона Смита (Великобритания), где изучала функционирование демократических институтов.
В 2009 участник стажировки в Draper Hills Summer Fellowship в Стэнфорде (США).
21 июля 2018 года вышла замуж за британского юриста (королевского адвоката) Уэйна Джордаша (Wayne Jordash).

## Журналистская и общественная деятельность
С 2001 по 2003 год — главный редактор национального студенческого журнала «Мир коммуникации».
С 2003 по 2005 год — международный корреспондент на «5-м канале» (параллельно с учёбой на втором курсе института). В то же время участвовала в протестных акциях против цензуры во времена президентства Леонида Кучмы.
Июнь-сентябрь 2005 — пресс-секретарь вице-премьер-министра Украины в Секретариате Кабинета Министров Украины.
С 2005 по 2006 — пресс-секретарь главы Секретариата Президента Украины, глава департамента Информационно-аналитической службы Администрации Президента Украины.
С 2006 по 2008 — активистка ОО «Фонд „Общественность“»
С 2006 по 2009 — заместитель начальника штаба советника Президента по вопросам европейской и евроатлантической интеграции.
С 2006—2009 — руководитель проектов Ассоциации «Общественное пространство».
С 2009—2014 — соучредитель и исполнительный директор ОО «Центр UA» с фокусом на реформировании СМИ и борьбе с коррупцией.
С 2009 по 2014 — основатель общественного партнёства «Новый Гражданин».
С 2010 по 2014 — основатель и член журналистского движения «Стоп цензуре!»
С 2011 по 2014 — соучредитель и координатор движения «Чесно».
В 2012 году вела программу на телеканале TVi «Вибори 2012: З іншого боку», являясь её соавтором.
С 2013 по 2014 активный участник Евромайдана; будучи исполнительным директором ОО «Центр UA», координировала крупнейшую в истории Украины и региона и самую влиятельную ФБ-страницу «Euromaidan», которая сыграла ключевую роль в революции.
В 2014 соучредитель инициативы «Реанимационный пакет реформ».

## Политическая карьера

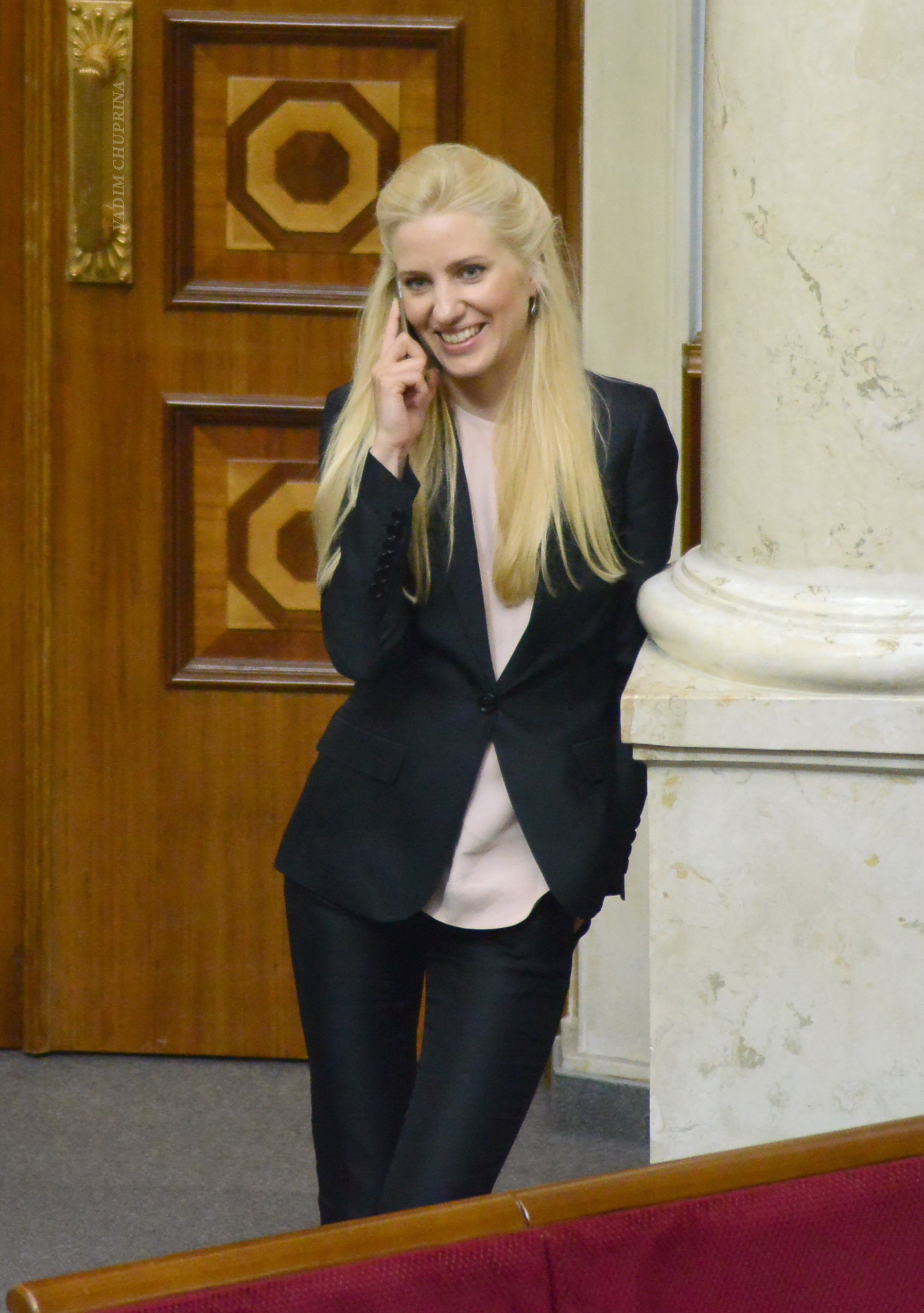
Светлана Залищук в Верховной раде Украины

В Верховную Раду Светлана Залищук баллотировалась в связке с известными журналистами Мустафой Найемом («Громадське телебачення») и Сергеем Лещенко («Украинская правда») от партии «Блок Петра Порошенко», в списке которой получила 18 номер. Изначально вместе с ней, Лещенко и Найемом от партии Юлии Тимошенко «Батькивщина» планировали также выдвигаться Виктория Сюмар, Егор Соболев, Анна Гопко, Василий Гацько и ряд других личностей, но в итоге активисты выдвигались от разных партий.
Хотя «Батькивщина» предлагала 10 мест в списке, из-за внутренней конкуренции и сепаратных переговоров было решено искать другую партию, которую Залищук, Найем и Лещенко воспринимали как способ попасть в парламент. После не сложившихся переговоров с Андреем Садовым, в сентябре 2014 года после личных переговоров трио выдвинулось на парламентских выборах по списку" Блока Петра Порошенко".
Вместе с Найемом и Лещенко поддержала заявление с призывом к избирательным штабам поддержавших Евромайдан партий объединиться против участвующих в выборах коррупционеров, представителей режима Януковича и сепаратистов, и поддержать единого кандидата на соответствующих округах". По итогам парламентских выборов 26 октября 2014 года была выбрана народным депутатом Украины.
С 27 ноября 2014 года Народный депутат Украины 8-го созыва. Избрана от партии «Блок Петра Порошенко» в списке партии (№ 18). Глава подкомитета по вопросам евроатлантического сотрудничества и евроинтеграции Комитета Верховной Рады Украины по иностранным делам.
С июля 2017 года член координационного комитета «Мировое движение за демократию», основанного Национальным фондом поддержки демократии.
С декабря 2014 года член парламентского межфракционного объединения «Равные возможности», деятельность которого посвящена продвижению гендерной тематики.
В 2015 году Светлана Залищук совместно с Сергеем Лещенко стали первыми депутатами в Украине, которые публично присоединились к ЛГБТ-прайду.
С февраля 2015 года вошла во межфракционную парламентскую группу «Еврооптимисты», объединяющую ряд представителей партий «БПП», «Народный фронт», «Самопомощь» и «Батькивщина». Также является соучредителем платформы «Открытый Парламент» в Украине в рамках Партнёрства с ООН «Открытое правительство».
С июля 2016 года член партии «Демократический альянс», на четыре месяца избрана сопредседателем вместе с В. Гацько
С января 2015 — январь 2017 — член Парламентской ассамблеи Совета Европы (ПАСЕ), где работала в Комитете по противодействию дискриминации и соблюдению равенства, а также заместителем члена Комитета по вопросам культуры, науки, образования и СМИ.
С январь 2015 — январь 2017 — заместитель члена Украинской части Парламентского комитета ассоциации.
1 ноября 2018 года была включена в список украинских физических лиц, против которых российским правительством введены санкции.
В конце января 2019 г. была назначена заместителем руководителя Центрального избирательного штаба по международным вопросам кандидата в президенты Украины Анатолия Гриценко.
13 февраля 2019 г. вошла в состав гражданско-правовой инициативы «#Дійзнами». 28 февраля 2019 года вместе с Сергеем Лещенко и Мустафой Найемом подала заявление о выходе из фракции БПП.

## Оценки
С 2014 году входила в список «100 самых влиятельных женщин Украины» по версии журнала «Фокус».
В 2016 году награждена Премией Анны Линд за «борьбу с равнодушием, предрассудками, угнетением и несправедливостью для улучшения жизни человечества».

## Примечание
1. ↑  Залищук стала советником Гончарука по вопросам внешней политики Архивная копия от 9 ноября 2019 на Wayback Machine LB.ua (9 ноября 2019)
2. ↑  Forina, Anastasia (15 декабря 2014). Zalishchuk says civic activism prepared her for politics. Kyiv Post. Архивировано 29 января 2015. Дата обращения: 17 февраля 2015.
3. 1 2 3  Илья Азар.«Лучше с честными потерять, чем с жуликами найти» Архивная копия от 26 сентября 2017 на Wayback Machine // «Meduza», 04.11.2014
4. ↑  Депутат Залищук вышла замуж за британского юриста - Korrespondent.net. Дата обращения: 3 сентября 2018. Архивировано 3 сентября 2018 года.
5. 1 2 3  Анастасия Рингис. Новые лица. Пять кандидатов в депутаты Архивная копия от 20 октября 2014 на Wayback Machine «Украинская правда Життя», 03.10.2014
6. ↑  Биография — Світлана Заліщук — Народний депутат України. svitlanazalishchuk.com. Дата обращения: 15 мая 2018. Архивировано из оригинала 15 мая 2018 года.
7. 1 2 3  Народний депутат України VIII скликання. Заліщук Світлана Петрівна Архивная копия от 15 февраля 2015 на Wayback Machine Официальный портал Верховной Рады Украины
8. ↑  Залищук Светлана Петровна. Дата обращения: 6 мая 2020. Архивировано 9 ноября 2019 года.
9. ↑  Соня Кошкина. Мустафа Найем: «Саакашвили действительно предлагал Авакову премьерство. Это правда» Архивная копия от 11 июля 2016 на Wayback Machine «LB.ua», 04.03.2016
10. ↑  Журналисты Найем и Лещенко идут в Раду от «Блока Порошенко» Архивная копия от 7 апреля 2016 на Wayback Machine, «Украинская правда» (14 сентября 2014)
11. ↑  Активисты и журналисты, которые баллотируются в Раду, призывают объединиться против одиозных претендентов Архивная копия от 24 октября 2014 на Wayback Machine «NEWSru.ua», 03.022015
12. ↑  „Молодые депутаты“ создали в Раде объединение „Еврооптимисты“ Архивная копия от 28 октября 2017 на Wayback Machine „Украинская правда“, 03.02.2015
13. ↑  В новом руководстве «ДемАльянса» нет Лещенко, Найема и Залищук Архивная копия от 20 ноября 2016 на Wayback Machine «Украинская Правда», 11.2016
14. ↑  Найем, Лещенко, Залищук и Пташник вступили в партию «Демократический альянс» (обновлено) Архивная копия от 12 июля 2016 на Wayback Machine «LB.ua», .07.2016
15. ↑  Опубликован список украинцев, против которых будут действовать санкции РФ. Российская газета. 1 ноября 2018. Архивировано 3 ноября 2018. Дата обращения: 1 ноября 2018.
16. ↑  Светлана Залищук назначена заместителем руководителя штаба Гриценко по международным вопросам. Интерфакс-Украина. 29 января 2019.{{cite news}}:  Википедия:Обслуживание CS1 (url-status) (ссылка)
17. ↑  Сидоренко, Сергей (26 февраля 2019). Від "Зе" до Порошенка: що думають команди кандидатів про НАТО, ЄС, Донбас та реформи. Европейская правда. Архивировано 28 февраля 2019. Дата обращения: 28 февраля 2019.
18. ↑  Найем, Залищук и Ко создали платформу для похода на выборы. Украинская правда. 13 февраля 2019. Архивировано 6 марта 2019. Дата обращения: 4 марта 2019.
19. ↑  Прочь из БПП. Почему из президентской фракции вышли Залищук, Найем и Лещенко. Новое время страны. 28 марта 2019. Архивировано 6 марта 2019. Дата обращения: 4 марта 2019.
20. ↑  "100 самых влиятельных женщин Украины" по версии журнала "Фокус" » Единый Информационный Портал. Единый Информационный Портал. Архивировано 6 ноября 2016. Дата обращения: 15 мая 2017.
21. ↑  100 самых влиятельных женщин Украины. Полный список - ФОКУС. ФОКУС. Дата обращения: 15 мая 2017. Архивировано 18 мая 2017 года.
22. ↑  ТОП-100 самых успешных женщин Украины. Архивировано 17 марта 2017. Дата обращения: 15 мая 2017.
23. ↑  2013: MADELEINE ALBRIGHT | Anna Lindhs Minnesfond (швед.). www.annalindhsminnesfond.se. Дата обращения: 15 мая 2017. Архивировано 26 марта 2017 года.